# C/2000 S3 (LONEOS)
C/2000 S3 (LONEOS) — одна з короткоперіодичних комет сім'ї Юпітера. Ця комета була відкрита 29 вересня 2000 року; вона мала 17.7m на час відкриття.